# Seaford Town
Seaford Town – miejscowość w północno-wschodniej Jamajce w hrabstwie Cornwall, regionie Westmoreland. Zwane też German Town, ze względu na to, że zostało założone w XIX wieku przez osadników niemieckich.

## Historia
Miejscowość została założona ok. 1835 roku. Pierwszą grupę 251 niemieckich osadników sprowadził tutaj Lord Seaford, od którego tytułu została nazwana osada . Początkowo uprawiano tutaj trzcinę cukrową, później banany.